# .rs
.rs ist die länderspezifische Top-Level-Domain (ccTLD) des Staates Serbien. Sie wurde am 24. September 2007 eingeführt und dem Serbian National Register of Internet Domain Names (kurz RNIDS) zugeordnet.

## Geschichte
Die Einführung von .rs begann am 10. März 2008 um 12.00 Uhr, vorausgehend die Einstellung von .yu der ehemaligen Bundesrepublik Jugoslawien.
Im Februar 2013 wurde die Top-Level-Domain das Ziel eines Distributed-Denial-of-Service-Angriffs, nachdem ähnliche Attacken zuvor bei .be und .ch beobachtet wurden. Nach Angaben der Vergabestelle wurden die primären DNS-Server mit einer ungewöhnlich hohen Zahl an Anfragen überflutet.

## Eigenschaften
Insgesamt darf eine .rs-Domain zwischen zwei und 63 Zeichen lang sein. Bis zum 1. August 2012 durften nur alphanumerische Zeichen verwendet werden, seitdem wird auch kyrillische Schrift unterstützt. Die kyrillische Variante der ccTLD selbst lautet .срб. Da ein Wohnsitz oder eine Niederlassung im Land notwendig sind, können Ausländer nur mit Hilfe eines Treuhänders eine .rs-Domain registrieren. Die RNIDS fragt aber auch dann die Personalausweisnummer von Privatpersonen beziehungsweise die Umsatzsteuer-Identifikationsnummer von Unternehmen ab.